# Ꜽ
Pour les articles homonymes, voir AY.
Cette page contient des caractères spéciaux ou non latins. S’ils s’affichent mal (▯, ?, etc.), consultez la page d’aide Unicode.
Ꜽ (minuscule ꜽ) est une voyelle et un graphème utilisé en vieux norrois au Moyen Âge. C’est une ligature appelée « y dans l’a », « a y liés » ou « a y collés ».

## Utilisation
Au Moyen Âge, le y dans l’a est utilisé pour représenter le /o/ nasalisé, le /ø/ long ou la diphtongue /ey/.

## Représentations informatiques
L’y dans l’a peut être représenté avec les caractères Unicode (latin étendu D) suivants :
| formes    | représentations | chaînes de caractères | points de code | descriptions               |
| --------- | --------------- | --------------------- | -------------- | -------------------------- |
| capitale  | Ꜽ               | Ꜽ                     | U+A73C         | lettre majuscule latine ay |
| minuscule | ꜽ               | ꜽ                     | U+A73D         | lettre minuscule latine ay |